# Антона
Антона (фр. Antoingt) насеље је и општина у централној Француској у региону Оверња, у департману Пиј де Дом која припада префектури Исоар.
По подацима из 2011. године у општини је живело 377 становника, а густина насељености је износила 48,15 становника/km². Општина се простире на површини од 7,83 km². Налази се на средњој надморској висини од 410 метара (максималној 610 m, а минималној 437 m).

## Демографија
| 1962. | 1968. | 1975. | 1982. | 1990. | 1999. | 2011. |
| ----- | ----- | ----- | ----- | ----- | ----- | ----- |
| 351   | 362   | 357   | 368   | 376   | 335   | 377   |

График промене броја становника у току последњих година